# Pustoha, Kozeatîn
Pustoha (în ucraineană Пустоха) este un sat în comuna Pîkoveț din raionul Kozeatîn, regiunea Vinnița, Ucraina.

## Demografie
Componența lingvistică a localității Pustoha
     Ucraineană (98,1%)
     Rusă (1,9%)
Conform recensământului din 2001, majoritatea populației localității Pustoha era vorbitoare de ucraineană (98,1%), existând în minoritate și vorbitori de rusă (1,9%).